# Кашиас-ду-Сул (микрорегион)

Кашиас-ду-Сул на карте.

Кашиас-ду-Сул (порт. Microrregião de Caxias do Sul) — микрорегион в Бразилии, входит в штат Риу-Гранди-ду-Сул. Составная часть мезорегиона Северо-восток штата Риу-Гранди-ду-Сул. 
Население составляет 	769 617	 человек (на 2010 год). Площадь — 	4 965,897	 км². Плотность населения — 	154,98	 чел./км².

## Демография
Согласно сведениям, собранным в ходе переписи 2010 г. Национальным институтом географии и статистики (IBGE), население микрорегиона составляет:						
| Полное население                             | Полное население                             | Полное население                             | Полное население                             | 769 617 |
| -------------------------------------------- | -------------------------------------------- | -------------------------------------------- | -------------------------------------------- | ------- |
| в том числе:                                 | Городское население                          | 697 230                                      | Процент городского населения, %              | 90,59   |
|                                              | Сельское население                           | 72 387                                       | Процент сельского населения, %               | 9,41    |
|                                              | Мужское население                            | 378 874                                      | Процент мужского населения, %                | 49,23   |
|                                              | Женское население                            | 390 743                                      | Процент женского населения, %                | 50,77   |
| Плотность населения, чел/км²                 | Плотность населения, чел/км²                 | Плотность населения, чел/км²                 | Плотность населения, чел/км²                 | 154,98  |
| Население микрорегиона в % к населению штата | Население микрорегиона в % к населению штата | Население микрорегиона в % к населению штата | Население микрорегиона в % к населению штата | 7,20    |

## Статистика
- Валовой внутренний продукт на 2003 составляет 12 226 185 033,00 реалов (данные: Бразильский институт географии и статистики).
- Валовой внутренний продукт на душу населения на 2003 составляет 17 417,44 реалов (данные: Бразильский институт географии и статистики).
- Индекс развития человеческого потенциала на 2000 составляет 0,852 (данные: Программа развития ООН).

## Состав микрорегиона
В составе микрорегиона включены следующие муниципалитеты:
1. Антониу-Праду
2. Бенту-Гонсалвис
3. Боа-Виста-ду-Сул
4. Карлус-Барбоза
5. Кашиас-ду-Сул
6. Коронел-Пилар
7. Котипоран
8. Фагундис-Варела
9. Фарропилья
10. Флорис-да-Кунья
11. Гарибалди
12. Монти-Белу-ду-Сул
13. Нова-Падуа
14. Нова-Рома-ду-Сул
15. Санта-Тереза
16. Сан-Маркус
17. Веранополис
18. Вила-Флорис
19. Пинту-Бандейра (Pinto Bandeira, образован 1 января 2013 года из состава Бенту-Гонсалвис)